# Iriartella
Genre
Classification phylogénétique
Espèces de rang inférieur
- Iriartella stenocarpa
- Iriartella stigera

Iriartella est un genre de plantes de la famille des Arecaceae (les palmiers) que l'on trouve en Amérique du Sud. 

## Liste des espèces
Selon World Checklist of Selected Plant Families (WCSP) (6 juin 2016) :
- Iriartella setigera (Mart.) H.Wendl., Bonplandia (Hannover) 8: 104 (1860).
- Iriartella stenocarpa Burret, Notizbl. Bot. Gart. Berlin-Dahlem 11: 233 (1931).

## Classification
- Famille des Arecaceae
  - Sous-famille des Arecoideae
    - Tribu des Iriarteeae

Ce genre partage sa tribu avec 4 autres genres :  Dictyocaryum,  Iriartea ,  Socratea,  Wettinia .